# أديل س. هويلز
أديل س. هويلز (بالإنجليزية: Adele C. Howells)‏ هي محرِّرة أمريكية، ولدت في 11 يناير 1886 في سولت ليك في الولايات المتحدة، وتوفيت في 14 أبريل 1951.